# Modrý potok (přítok Úpy)
Modrý potok (německy Rauschen Bach) je horský potok ve východních Krkonoších.

## Průběh toku
Modrý potok pramení v jihovýchodním úbočí Luční hory. Nedaleko pod pramenem protéká pod cestou spojující chatu Výrovku s Luční boudou a stéká do Modrého dolu, jehož se stává osou. Postupně sbírá vějířovitě se stékající malé potoky pramenící na okolních svazích a protéká přes Modrodolský vodopád. V centrální části Modrého dolu teče převážně po hranici lesa a louky, na které se nacházejí roztroušené horské chalupy. Na spodním konci louky podtéká pod mostem s komunikací spojující Modrý důl s Pecí pod Sněžkou. Závěrečná fáze toku se nachází v lesním porostu. Modrý potok je zde částečně regulován výstavbou kamenných jezů. Na konci své pouti se zprava vlévá do řeky Úpy přitékající od severu z Obřího dolu a směřující dále k jihu k Peci pod Sněžkou. Modrý potok nemá žádné významnější přítoky.

## Galerie

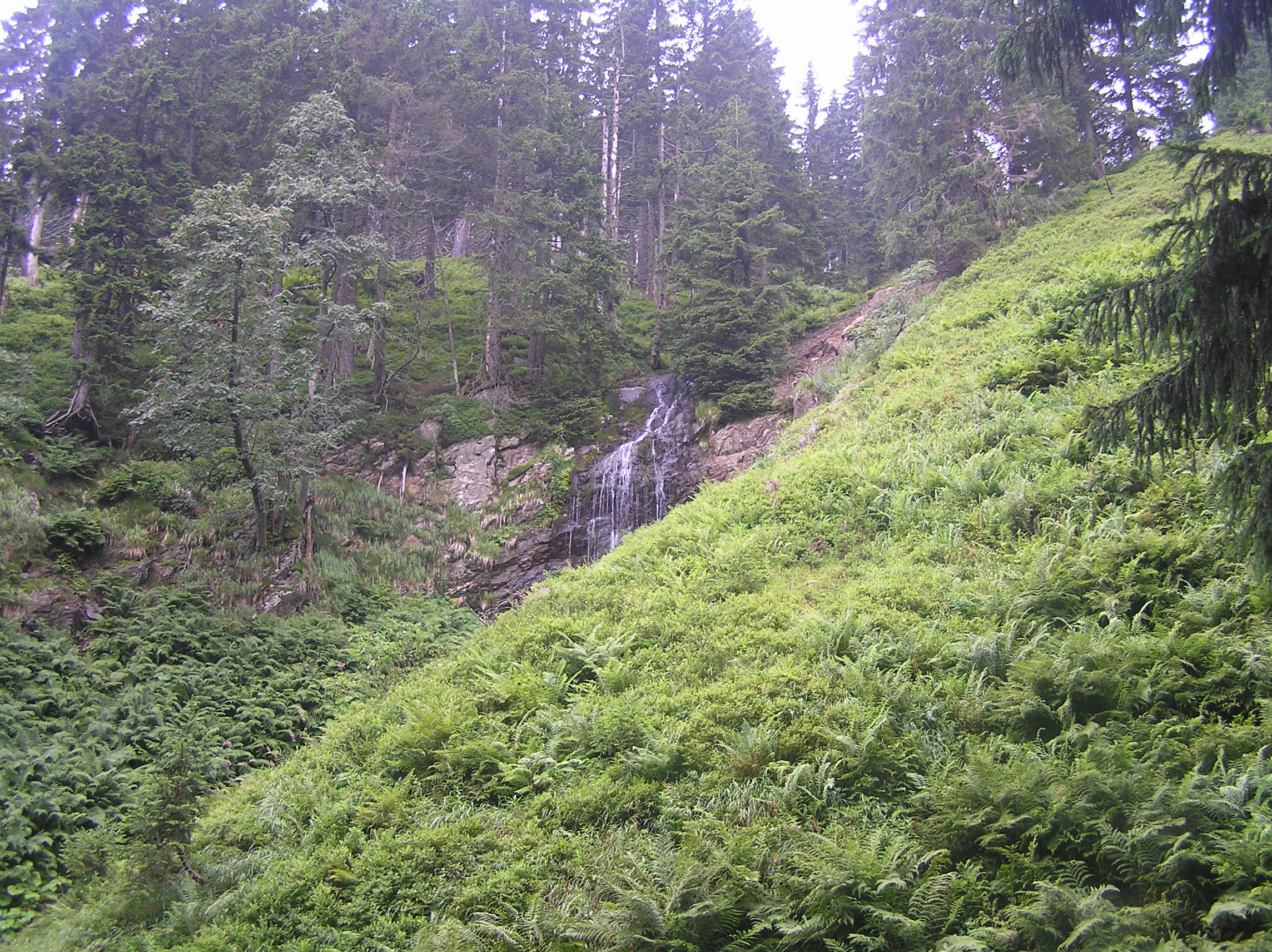
Vodopád na přítoku do Modrého potoka v horní části Modrého dolu
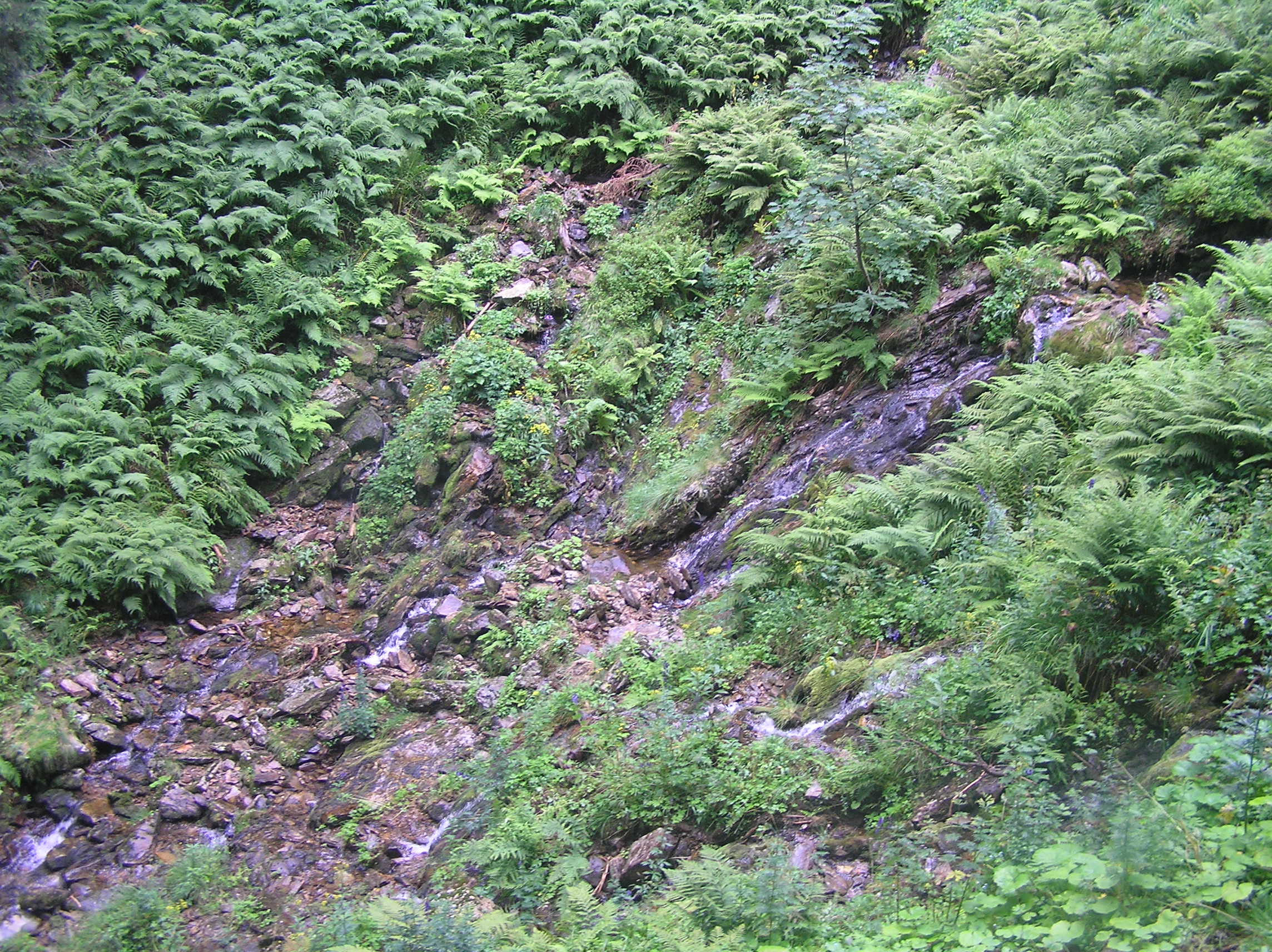
Modrý potok na horní části toku